# Championnats d'Europe de patinage artistique 1930
Navigation
Édition précédente Édition suivante
Les championnats d'Europe de patinage artistique 1930 ont lieu à Berlin en Allemagne pour les Messieurs, et à la patinoire extérieure de Vienne en Autriche pour les Dames et les Couples.
Ce sont les premiers championnats européens pour la catégorie individuelle féminine et pour la catégorie des couples artistiques.

## Qualifications
Les patineurs sont éligibles à l'épreuve s'ils représentent une nation européenne membre de l'Union internationale de patinage (International Skating Union en anglais). Les fédérations nationales sélectionnent leurs patineurs en fonction de leurs propres critères.

## Podiums
| Épreuves                      | Or                             | Argent                         | Bronze                                 |
| ----------------------------- | ------------------------------ | ------------------------------ | -------------------------------------- |
| Messieurs résultats détaillés | Karl Schäfer                   | Otto Gold                      | Marcus Nikkanen                        |
| Dames résultats détaillés     | Fritzi Burger                  | Ilse Hornung                   | Vivi-Anne Hultén                       |
| Couples résultats détaillés   | Olga Orgonista / Sándor Szalay | Emília Rotter / László Szollás | Gisela Hochhaltinger / Otto Preißecker |

## Tableau des médailles
| Rang  | Nation          | Or | Argent | Bronze | Total |
| ----- | --------------- | -- | ------ | ------ | ----- |
| 1     | Autriche        | 2  | 1      | 1      | 4     |
| 2     | Hongrie         | 1  | 1      | 0      | 2     |
| 3     | Tchécoslovaquie | 0  | 1      | 0      | 1     |
| 4     | Finlande        | 0  | 0      | 1      | 1     |
| 4     | Suède           | 0  | 0      | 1      | 1     |
| Total | Total           | 3  | 3      | 3      | 9     |

## Détails des compétitions

### Messieurs
| Rang    | Nom               | Nation          | Places | Points | Fig. impo. | Prog. libre |
| ------- | ----------------- | --------------- | ------ | ------ | ---------- | ----------- |
| 1       | Karl Schäfer      | Autriche        |        |        |            |             |
| 2       | Otto Gold         | Tchécoslovaquie |        |        |            |             |
| 3       | Marcus Nikkanen   | Finlande        |        |        |            |             |
| 4       | Herbert Haertel   | Allemagne       |        |        |            |             |
| 5       | Ernst Baier       | Allemagne       |        |        |            |             |
| 6       | Josef Bernhauser  | Autriche        |        |        |            |             |
| 7       | Rudolf Praznowski | Tchécoslovaquie |        |        |            |             |
| 8       | Benno Wellmann    | Allemagne       |        |        |            |             |
| 9       | Otto Zappe        | Tchécoslovaquie |        |        |            |             |
| Abandon | Josef Slíva       | Tchécoslovaquie |        |        |            |             |

### Dames
| Rang | Nom                    | Nation      | Places | Points | Fig. impo. | Prog. libre |
| ---- | ---------------------- | ----------- | ------ | ------ | ---------- | ----------- |
| 1    | Fritzi Burger          | Autriche    |        |        |            |             |
| 2    | Ilse Hornung           | Autriche    |        |        |            |             |
| 3    | Vivi-Anne Hultén       | Suède       |        |        |            |             |
| 4    | Lilly Weiler           | Autriche    |        |        |            |             |
| 5    | Gerda Hornung          | Autriche    |        |        |            |             |
| 6    | Edel Randem            | Norvège     |        |        |            |             |
| 7    | Yvonne de Ligne-Geurts | Belgique    |        |        |            |             |
| 8    | Kathleen Shaw          | Royaume-Uni |        |        |            |             |
| 9    | Lilly Kuhn             | Suisse      |        |        |            |             |

### Couples
| Rang | Nom                                    | Nation          | Places | Points |
| ---- | -------------------------------------- | --------------- | ------ | ------ |
| 1    | Olga Orgonista / Sándor Szalay         | Hongrie         |        |        |
| 2    | Emília Rotter / László Szollás         | Hongrie         |        |        |
| 3    | Gisela Hochhaltinger / Otto Preißecker | Autriche        |        |        |
| 4    | Olga Philipovits / Rudolf Dillinger    | Hongrie         |        |        |
| 5    | Idi Papez / Karl Zwack                 | Autriche        |        |        |
| 6    | Ridi Jauernik / Pepo Jauernik          | Autriche        |        |        |
| 7    | Else Hoppe / Oscar Hoppe               | Tchécoslovaquie |        |        |